# Enrico Emanuelli
Enrico Emanuelli (Novara, 17 aprile 1909 – Milano, 1º luglio 1967) è stato uno scrittore e giornalista italiano.

## Biografia
Nasce a Novara nel 1909. Non ancora ventenne, nel 1928, con Mario Soldati e Mario Bonfantini fonda la rivista La Libra (1928/1930) le cui Edizioni pubblicano il suo primo libro: il romanzo  Memolo, ovvero vita, morte e miracoli di un uomo. Nel corso degli anni Trenta, la sua ricerca narrativa prosegue ne segno del racconto, con collaborazioni ai maggiori quotidiani italiani ma anche con libri tra i quali spicca  Racconti Sovietici, maturo frutto, di sapore autobiografico, di un suo viaggio nei paesi dell'Europa orientale e in URSS avvenuto alla metà degli anni '30.  Nel 1946, come redattore capo, si unisce a Edgardo Sogno e Angelo Magliano nella direzione del quindicinale milanese di politica e cultura Costume. 
Come narratore pubblica in seguito altri libri che risentono, per la loro introspezione psicologica, di un'evidente influenza sveviana, come si può osservare in Ancora la vita (racconti riuniti in un libro, dopo la sua morte da Carlo Bo).
Emanuelli non si rivela solo narratore ma, con i suoi reportage e diari di viaggio, anche uno degli inviati speciali tra i più autorevoli in Italia: prima al quotidiano La Stampa, dal 1949 al 1962, in seguito, dal 1963, al Corriere della Sera, come redattore della pagina letteraria.
Dalle corrispondenze giornalistiche e dai diari di viaggio pubblica i libri: Il Pianeta Russia (1952) e La Cina è vicina (1957). La loro efficacia nel senso letterale e nella forma è notevole e si può cogliere in alcuni capitoli di essi una fine analisi interiore che caratterizza anche alcuni personaggi dei suoi romanzi, come La congiura dei sentimenti (1943) dove il protagonista, in preda alla nausea e al disgusto, ha un moto di ribellione contro la società, o come in Uno di New York (1959) che si aggiudica nello stesso anno il Premio Bagutta.
In questo libro, un celebre pittore inizia un viaggio a ritroso nella sua città d'origine (ravvisabile in Novara) per ritrovare il senso dell'esistenza e i suoi ideali giovanili, il viaggio finisce per tramutarsi invece in un amaro esame di coscienza frutto di cocente delusione.
Notevole fu anche la sua attività di traduttore: « impeccabili le sue traduzioni da Raymond Radiguet, Benjamin Constant, Stendhal ».
Emanuelli muore a Milano il 1º luglio 1967, l'anno dopo viene pubblicato postumo il suo libro testamento Curriculum mortis, frutto di un montaggio letterario-esistenziale-giornalistico.
Va ricordato per una fondamentale qualità, l'acutezza di osservazione e la lucidità intellettuale con cui analizza sentimenti e figure, si tratti di personaggi della cronaca o di invenzioni romanzesche.

## Opere principali

### Narrativa
- Memolo, ovvero vita, morte e miracoli di un uomo, Novara, La Libra, 1928.
- Radiografia di una notte, Lanciano, Carabba, 1932.
- Storie crudeli, Lanciano, Carabba, 1933.
- Racconti sovietici, Milano, Ceschina, 1935.
- Una educazione sbagliata, Roma, Lettere d'oggi, 1942
- La congiura dei sentimenti, Milano, Mondadori, 1943.
- Uno di New York, Milano, Mondadori, 1959.
- Settimana nera, Milano, Mondadori, 1961.
- Un gran bel viaggio, Milano, Feltrinelli, 1967.
- Curriculum mortis, Milano, Feltrinelli, 1968, postumo.
- Ancora la vita. Racconti (1928-1966), a cura di Carlo Bo, Novara, Istituto Geografico De Agostini, 1988.

### Diari di viaggio e altro
- Pindemonte uomo del Settecento..
- IL XXV Giro d'Italia.
- Teatro personale, Milano, Muggiani, 1945.
- Il pianeta Russia, Milano, Mondadori, 1952.
- Giornale Indiano, Milano, Mondadori, 1955.
- La Cina è vicina, Milano, Mondadori, 1957.
- Mille milioni di uomini, Milano, Mondadori, 1957 (include Il pianeta Russia, La Cina è vicina e 24 fotografie di Henri Cartier-Bresson).

### Traduzioni
- Julien Green, Mezzanotte. Romanzo, Milano, Gentile, 1944.

## Curiosità
- Indro Montanelli dedicò ad Enrico Emanuelli, quand'era ancora in vita, questo caustico epitaffio, dove, per irriderne l'eleganza eccessivamente formale e la ritrosia a criticare il regime sovietico, così si espresse: «Qui giace / Enrico Emanuelli. / Visse / e non visse. / Scrisse / e non scrisse. / Disse / e non disse. / Ma a nulla gli servì / perché morì»[4].